# الحرف اليدوية الفلسطينية
الحرف اليدويّة الفلسطينيّة هي حرف يدويّة ينتجها الشعب الفلسطيني. تحتل الصناعات التقليدية مكانة خاصة بين فروع الصناعة في فلسطين، نظرًا للبعدين التراثي والاقتصادي اللذان تحملهما هذه الصناعة. فهي من جهة، تعبر عن تاريخ وثقافة الشعب الفلسطيني وتجسّد وجوده على أرضه عبر حضارات متواصلة، كما تشكل هذه الصناعات مصدرًا لتنمية الدخل الوطني إذا ما تم استغلالها وتطويرها بالشكل المطلوب.
تعرّف الصناعات التقليديّة بأنّها تلك الصناعات ذات الامتداد التاريخي التي تقوم على تحويل المادة الخام إلى منتج مصنع يعكس طابعا تراثيًا فلسطينيًا بحيث تحمل هذه المنتجات تعابير وملامح تاريخيّة أو دينيّة. تصنّف الصناعات التقليديّة في فلسطين إلى فروع رئيسيّة اتفق عليها هي: الخزف، الزجاج اليدوي التقليدي، الفخار، التطريز اليدوي، البسط والسجاد اليدوي، منتجات خشب الزيتون، منتجات الصدف، الخيزران، القشيات، الشمع.

## واقع الحرف الفلسطينيّة

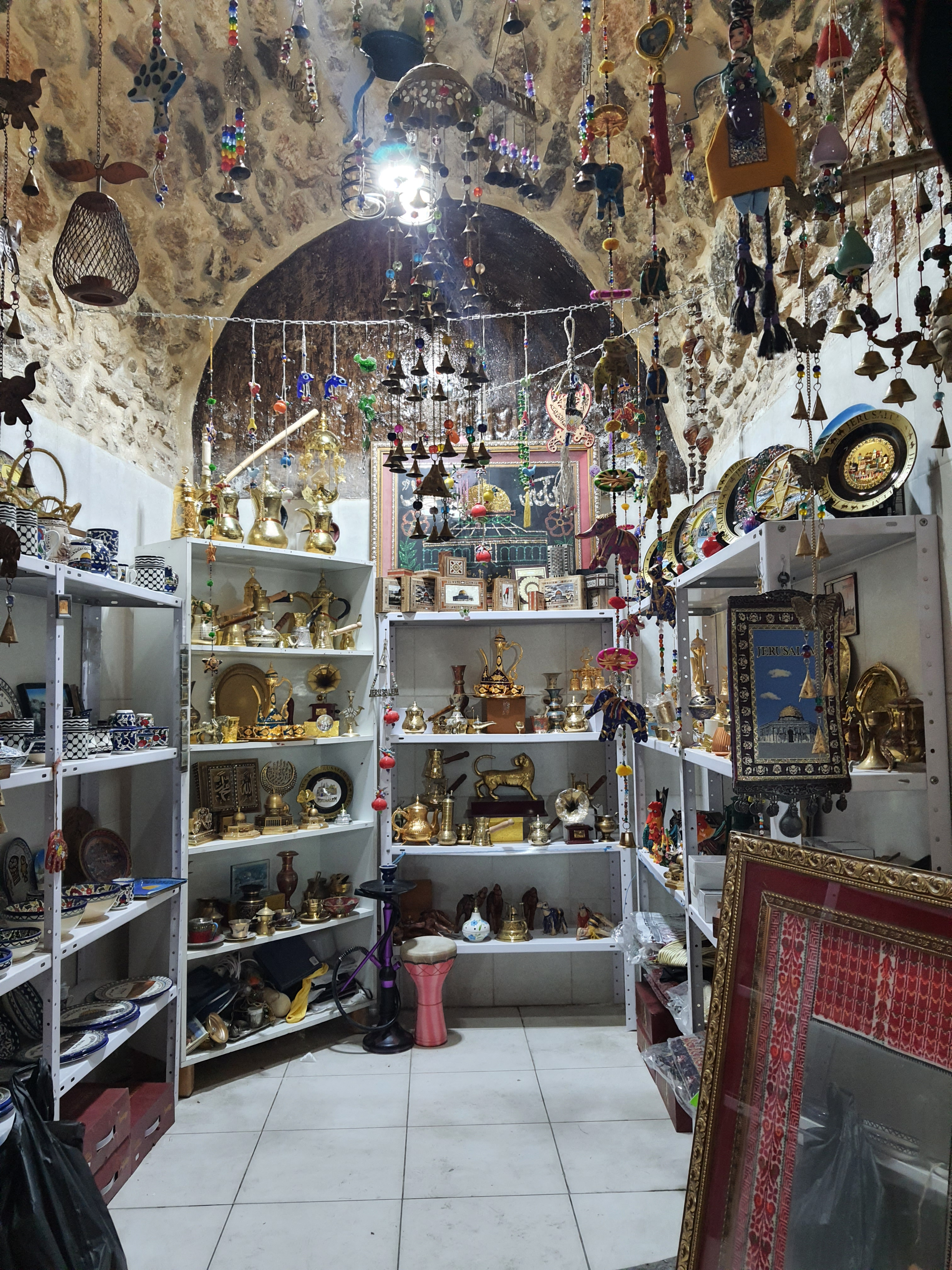
تشتهر فلسطين بالكثير من الحرف اليدوية التقليدية مثل الزجاج والخزف والنحاس والتطريز اليدوي

ارتبطت الصناعات التقليديّة بقطاع السياحة وكان للركود الذي عانى منه هذا القطاع منذ بداية الاحتلال الإسرائيلي للأراضي الفلسطينية في الضفة الغربية وقطاع غزة عام 1967 اسقاطات سلبية على الصناعات التقليديّة، تسببت الإغلاقات المتكررة من قبل سلطات الاحتلال والمعوّقات الضريبيّة والإداريّة في القضاء على فرص وإمكانيات تسويق منتجات هذه الصناعة عبر قطاع السياحة، مما أدى إلى إغلاق العديد من المشاغل والمنشآت العاملة في هذا المجال. تشير معلومات وزارة السياحة إلى تراجع عدد المنشآت العاملة في صناعة الصدف من 311 منشأة إلى 25 منشأة خلال الأعوام 1970-1998 على التوالي. من جانب آخر، وعلى الصعيد التراثي والثقافي نجد زيادة في الاهتمام بالصناعات التقليدية في سنوات ما بعد 1994، هذا الأمر له مبرره في تدارك ظاهرة باتت تؤثر بشكل سلبي واضح على هوية هذه الصناعات، حيث أصبحت تسوق عبر الموردين الإسرائيليين إلى الخارج على أنها صناعات تراثية إسرائيلية.
أدى اندلاع انتفاضة الأقصى في 28/2/2000، إلى تراجع قطاع الصناعات التقليديّة بشكل ملحوظ، حيث تبيّن من خلال المقابلات الشخصية توقّف 30% من المشاغل عن العمل حتى مطلع عام 2002، وأنه ومع ازدياد الأوضاع السياسيّة والأمنيّة ترديًا في الأراضي المحتلة وتكرار الاجتياحات والحصار الإسرائيلي تعرضت منشآت قطاع الصناعات التقليدية إلى شلل بل توقف بعضًا منها عن العمل بشكل تام. ارتباط هذا القطاع بقطاع السياحة ضاعف من مدى تأثره بالأوضاع السياسيّة والأمنيّة منذ بداية الانتفاضة، خاصة في مدينة بيت لحم التي تعرضت لأعمال إجراميّة إسرائيليّة وهي المدينة الرئيسيّة التي يتركز فيها نشاط قطاع الصناعات التقليديّة من ناحية الإنتاج والتسويق.
تشير استطلاعات آراء المنتجين العاملين في قطاع الصناعات التقليدية، إلى أن استمرار تردي الأوضاع السياسية والأمنية بسبب الاحتلال سوف يؤدي تدريجيًا إلى هجرة كاملة للعاملين في قطاع الصناعات التقليديّة بسبب عدم قدرتهم على تحمل الأوضاع الاقتصاديّة الصعبة بحكم تميز المنشآت بأنها مشاريع عائلية صغيرة لا تملك القدرة على الصمود أمام التحديات الكبيرة التي تشهدها البلاد.

## الخزف

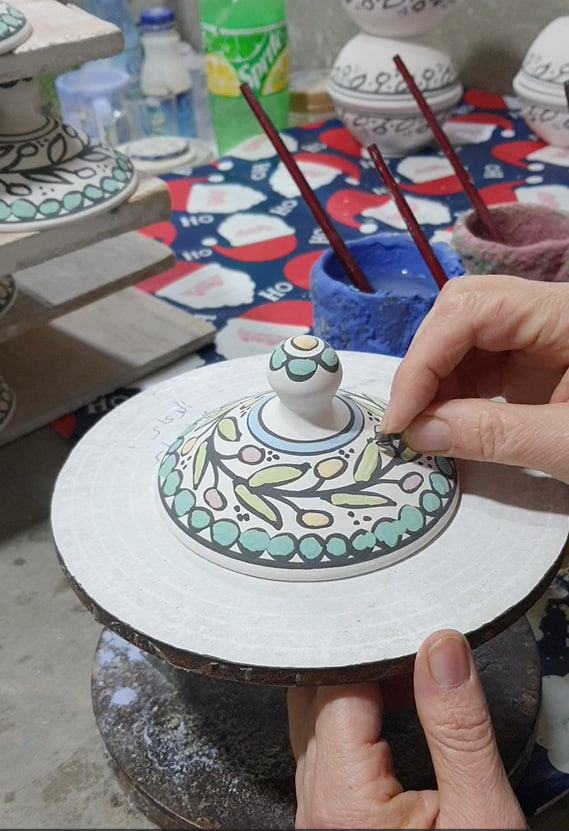
صناعة الزجاج والخزف بالطريقة اليدوية القديمة في مدينة الخليل، هوية ثقافية وتراثية للمدينة ولفلسطين

يعود تاريخ صناعة الخزف في فلسطين إلى فترة لا تقل عن 400 عام. كان الأتراك هم أول من أدخل هذه الصناعة إلى فلسطين من خلال عمليات ترميم المسجد الأقصى في القدس الشريف، وأقيم أول مصنع للخزف في القدس عام 1922 لمتابعة أعمال الترميم من قبل شخص أرمني لا يزال مشغله يعمل في مدينة القدس حتى اليوم.
تعتبر مدينة الخليل حاليًا المدينة الفلسطينيّة الأولى في إنتاج الخزف. أنشأ أول مصنع خرف في الخليل عام 1962 وازدهرت هذه الصناعة على مدى العقود الماضية وارتبطت بهذه المدينة. ازداد عدد المصانع ليصل إلى خمس وعشرين مصنعًا، فيما أنشأ مصنع واحد في مدينة بيت لحم وآخر في مدينة البيرة إلا أنّ هذين المصنعين قد أغلقا بعد الانتفاضة عام 2000، كما أغلقت عشرة مصانع في مدينة الخليل.
يبلغ عدد العمال العاملين في هذه الصناعة حوالي 100 عامل، بمعدل 4-6 عمال في المنشأة الواحدة. يتم تسويق 30% من الإنتاج محليًا، و 30% منه يصدّر إلى إسرائيل، 20% يسوّق في الدول العربية خاصة الأردن، أما الباقي وهو ما يشكل 20% فيصدّر إلى أوروبا وأمريكا.
تستورد المادة الخام وهي الطينة والأصباغ من هولندا وإسبانيا وقد قامت محاولات من قبل مصنعين محليين لإنتاج المادة الخام محليًا، إلّا أنّ تكاليف الإنتاج كانت أعلى من تكلفة الاستيراد بسبب عدم توفر جميع المواد الطبيعية اللازمة في التربة الفلسطينية.

## التطريز والنسيج

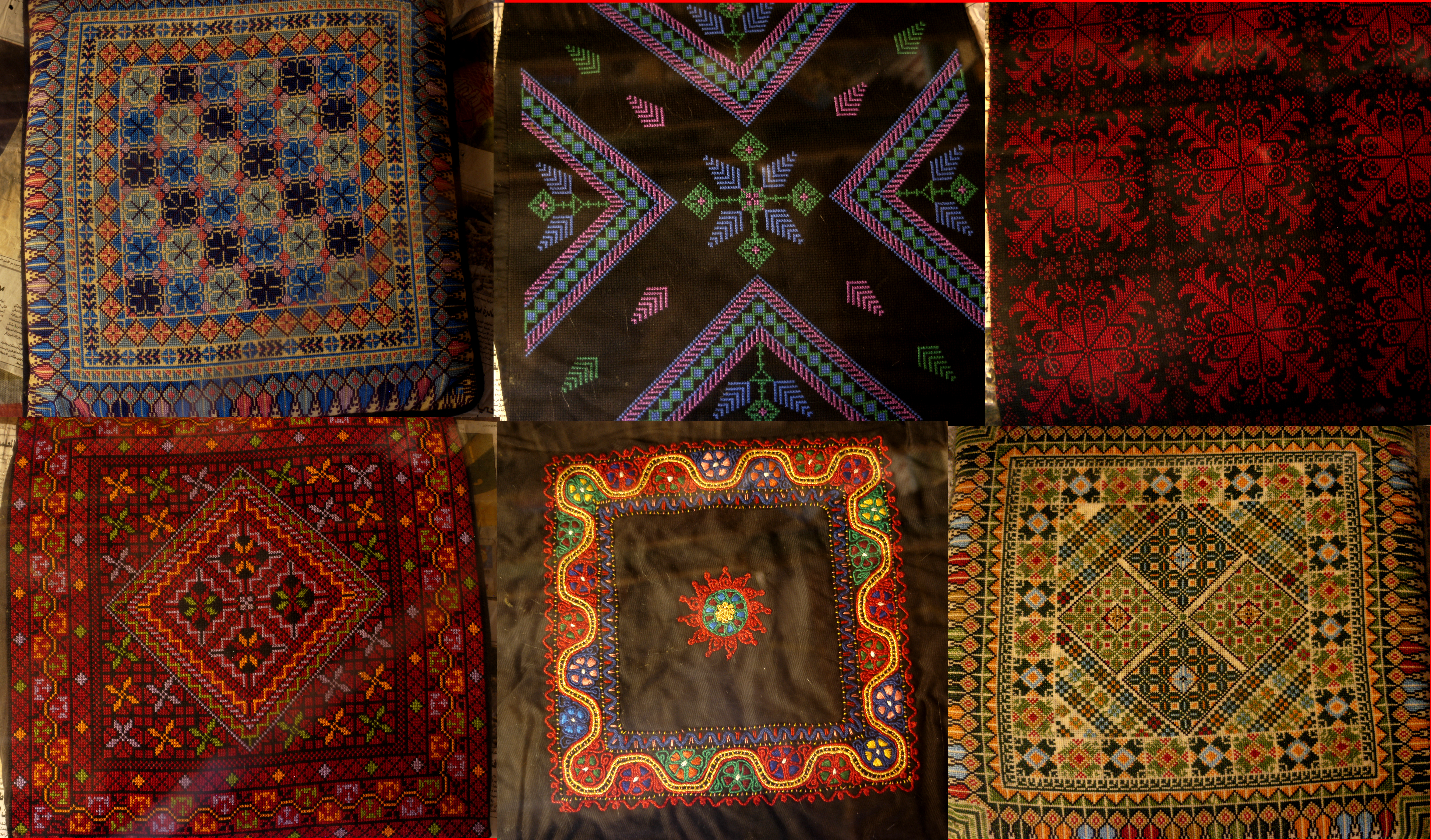
بعض الأمثلة من التصاميم عبر غرزة الحديثة. من أعلى اليسار، في اتجاه عقارب الساعة: غزة، رام الله، رام الله، نابلس، بيت جالا، بيت لحم.

يعتبر التطريز التطريز عنصرًا رئيسيًا من الأزياء الفلسطينية التقليدية منذ مئات السنين. كان إنتاج القماش للأزياء التقليديّة الفلسطينيّة صناعة رئيسيّة لأغراض التصدير في جميع أنحاء العالم العربي من قرية مهجرّة في منطقة المجدل وكان أشهر المصدّرين «المجدلاوي للنسج». حرفة النسيج المجدلاوي مستمرة اليوم كجزء من مشروع الحفاظ على التّراث الثّقافيّ الّتي تديرها منظمتي «أطفالنا الحرف» و«قرية الفنون والحرف» في مدينة غزّة.

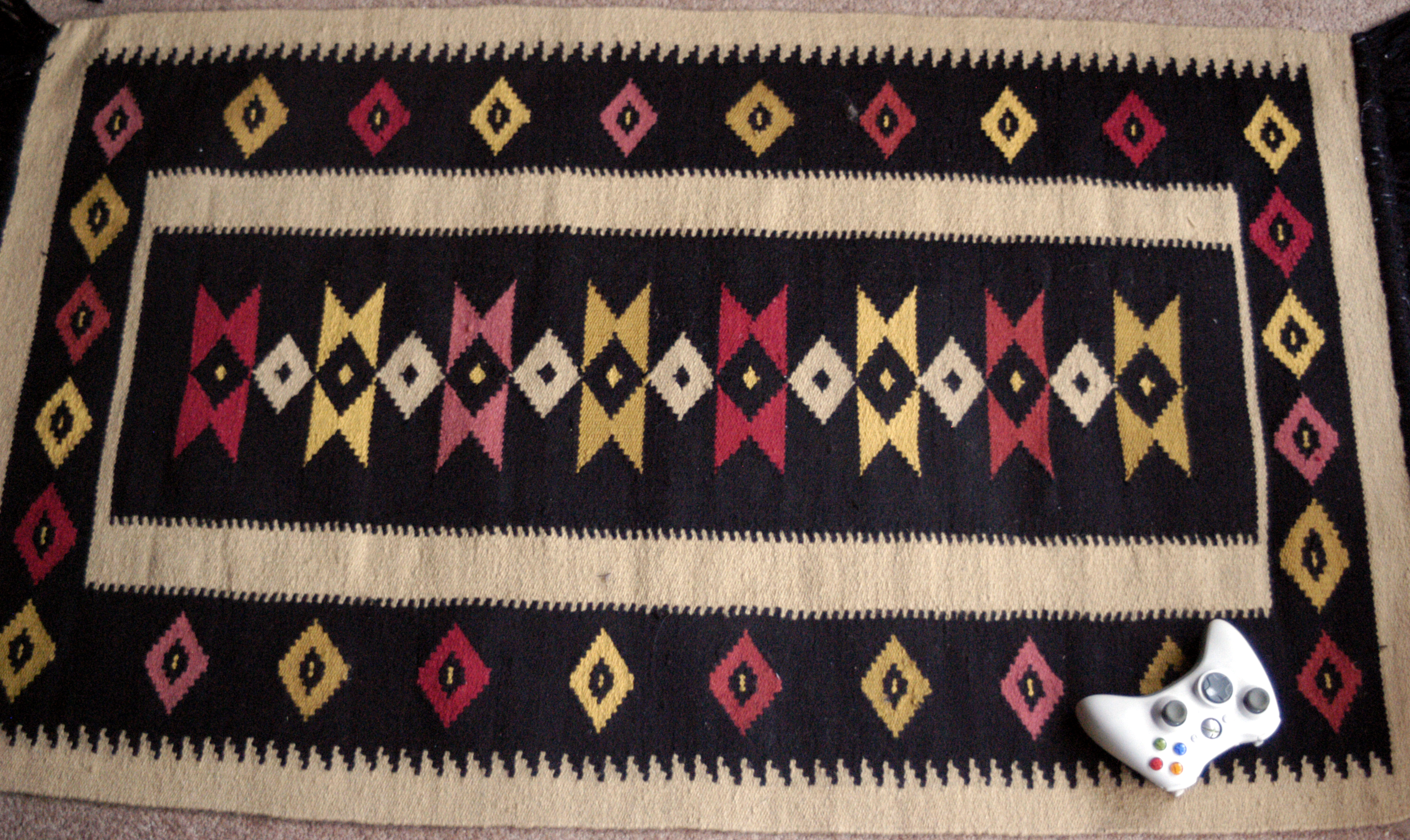
سجادة من الصّوف الحديث من غزّة.

كانت غزة مركزًا لإنتاج القماش والحرير الناعم. كانت تصدّر غزّة إلى أوروبا في القرن الثالث عشر
يعتبر فن التطريز من الفنون الشعبية الفلسطينية التي تحولت عبر التاريخ لتأخذ أبعادًا إنتاجية تجارية، بحيث أصبح مورد رزق لفئة كبيرة من النساء اللاتي وجدت في هذه الحرفة خصائص تتلاءم مع البيئة الاجتماعيّة والاقتصاديّة للمجتمع الفلسطيني، وقد رافق هذا التطور ابتكار نماذج جديدة ذات قيم جمالية عالية مستوحاة من أصالة هذه الحرفة الفنية نتيجة التغيير في أنماط السلوك العصرية للتنمية. تشير الدراسات التراثيّة المرتبطة بهذه الحرفة إلى أهمية تطوير هذه الحرفة نظراً لما لها من أبعاد تاريخيّة عميقة، كما أنّ هذه الحرفة يفترض أن تلعب دورًا هامًا في تشغيل اليد العاملة من النساء وذلك للأسباب التالية:
• إن التوجهات التنموية الحالية تسعى إلى دمج أكبر عدد من النساء في عملية التنمية الاقتصاديّة والاجتماعيّة.
• لا تتطلب هذه الحرفة معدات وأدوات معقدة لذا فهي لا تتقيّد بمكان أو زمان محدد.
• تعدد استخدامات هذه الحرفة مع التطور العصريّ لأشكالها.
• ضرورة الحفاظ على التراث الفلسطيني من الاندثار، حيث كانت الفلاحة الفلسطينية تبدأ بتطريز ثوبها منذ طفولتها لتتباهى بإنجازه وهي على أبواب زفافها، وتورثه لحفيدتها من بعدها.

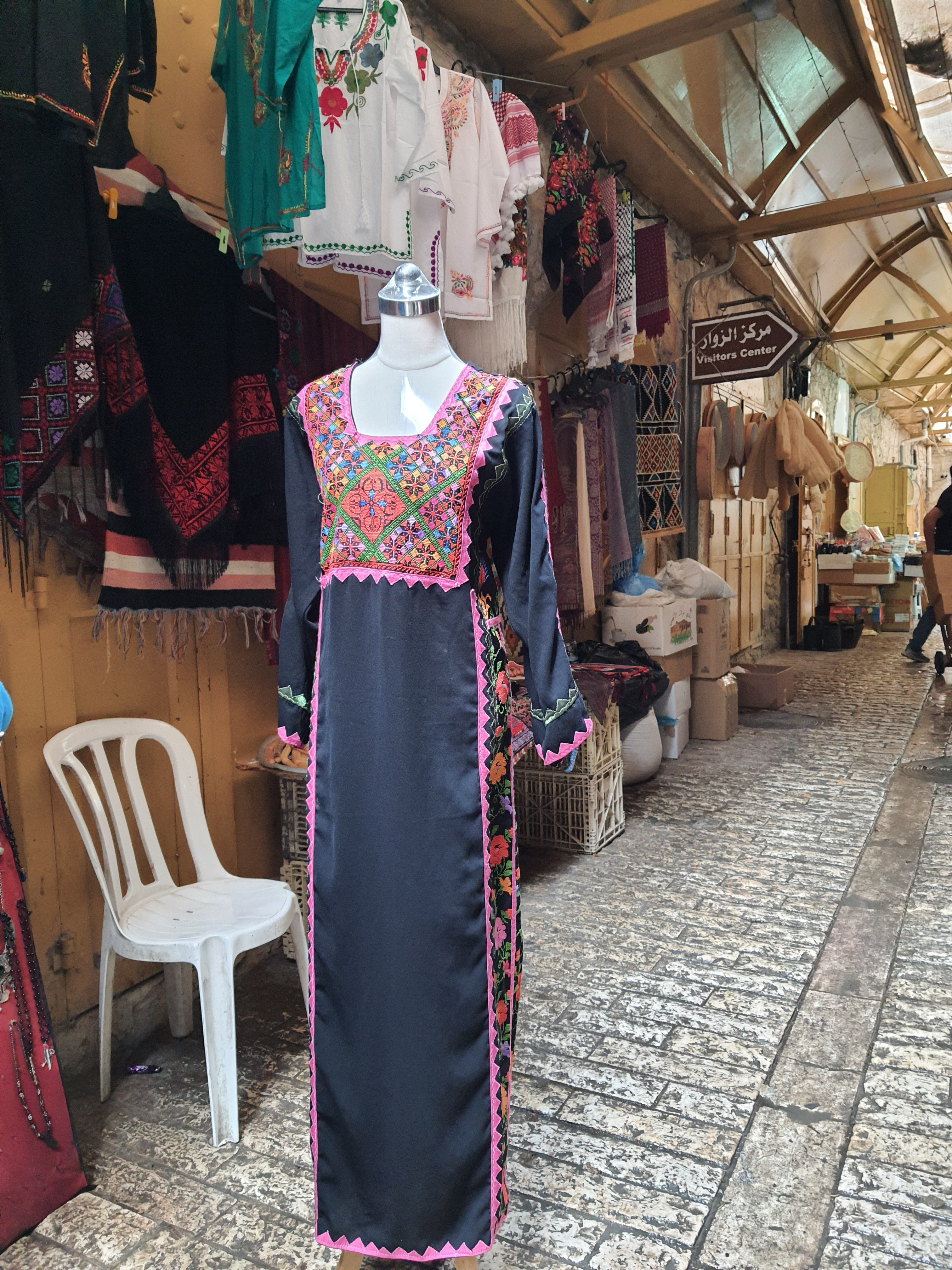
e,f ثوب فلسطيني مطرز يدويا معروض في أحد الأسواق الفلسطينية

يتركز نشاط هذه الحرفة في فلسطين في مناطق رام الله والقدس وبيت لحم وكذلك في غزة، وتقوم جمعيات خيرية تختص بأعمال التطريز بتشغيل النساء في البيوت في القرى المحيطة، حيث بلغ عدد النساء المشتغلات ما يقدر بـ 10000 امرأة في الضفة الغربية وقطاع غزة. تعتبر مشكلة التسويق من أهم المشكلات التي تعاني منها هذه الحرفة نظرًا لتراجع الطلب على هذه المنتجات في السوق المحليّ بسبب ارتفاع أجور اليد العاملة لاعتمادها على العمل اليدوي البحت، إضافة إلى محدوديّة نشاط الجمعيات العاملة في إطار هذه المهنة والتي يعتمد عليها في عمليات التسويق، وعدم قدرتها على الوصول إلى الأسواق الخارجية لعدم توفر الخبرة الكافية أو ارتفاع تكاليف التصدير والمشاركة في المعارض، كما أنه لا بد من الإشارة إلى أنّ هناك منافسة شديدة للمنتجات المماثلة الأردنيّة التي تباع بأسعار أقل نظرًا لانخفاض أجور اليد العاملة في الأردن.

## صناعة الزجاج

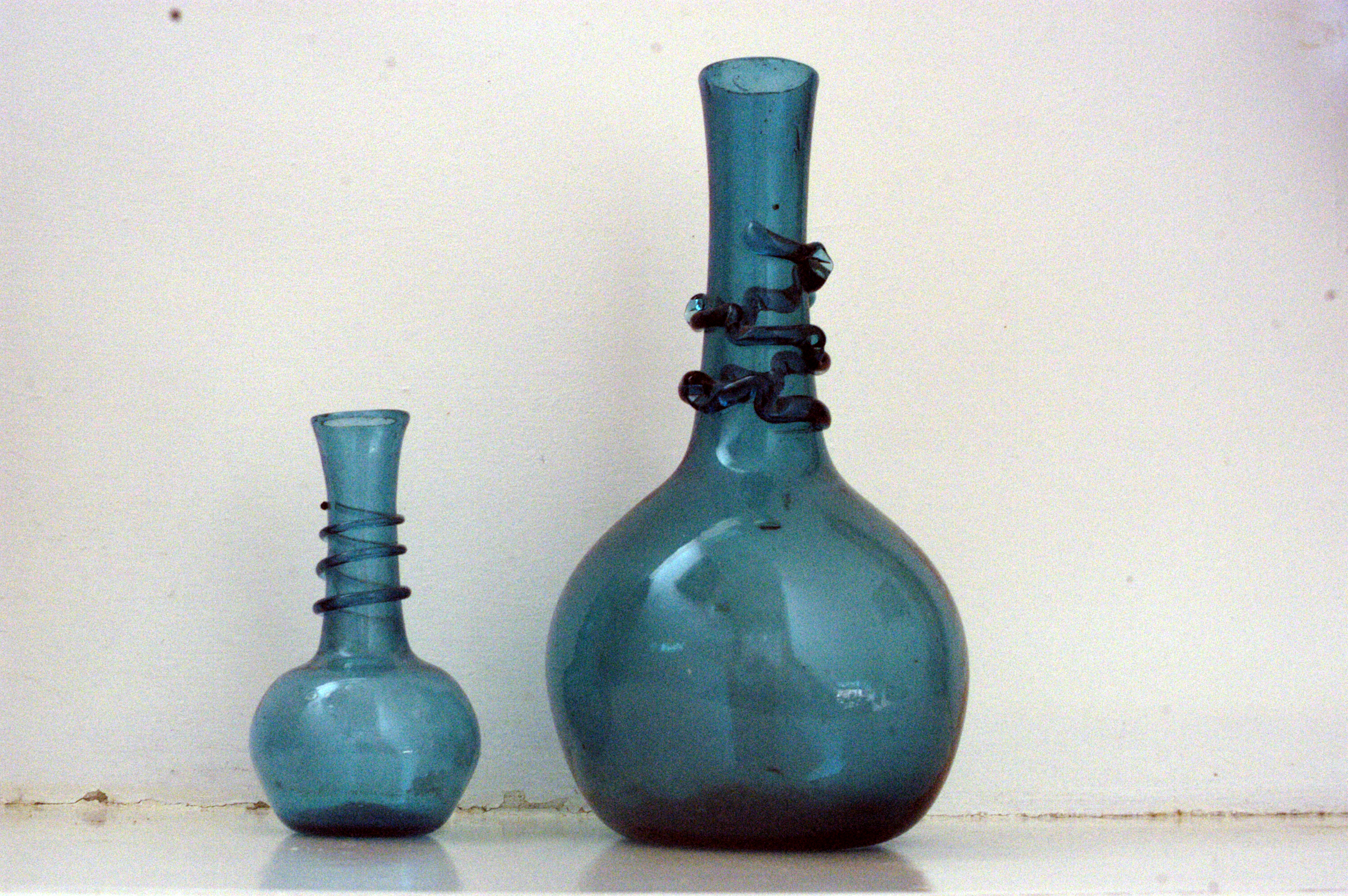
زجاج الخليل حوالي عام 1960.

عرفت صناعة الزجاج اليدوي في فلسطين منذ القدم عبر الحضارات القديمة التي قامت على أراضيها. تطورت هذه الصناعة بشكل واضح بعد دخول الإسلام حيث ابتكرت أساليب متنوعة في الألوان والزخارف. تتركز هذه الصناعة بشكل خاص في مدينة الخليل حيث يوجد ثلاثة مصانع تستخدم تقنيات يدوية بالكامل، إضافة إلى مصنع في مدينة نابلس أغلق في مطلع الانتفاضة.
عرفت صناعة الزجاج اليدوية في فلسطين منذ الحضارات القديمة التي قامت على أراضيها، وتطوّرت بشكل واضح بعد دخول الإسلام، حيث ابتكرت أساليب متنوعة في الألوان والزخارف. وجدت صناعة الزجاج في أربع حارات منها، هي حارة السواكنة وحارة بني دار وحارة العقابة وحارة القزازين التي حملت اسم هذه الصناعة، لكن ذلك لا يعني أنّ هذه الحرفة انحصرت في هذه الحارات فقط.

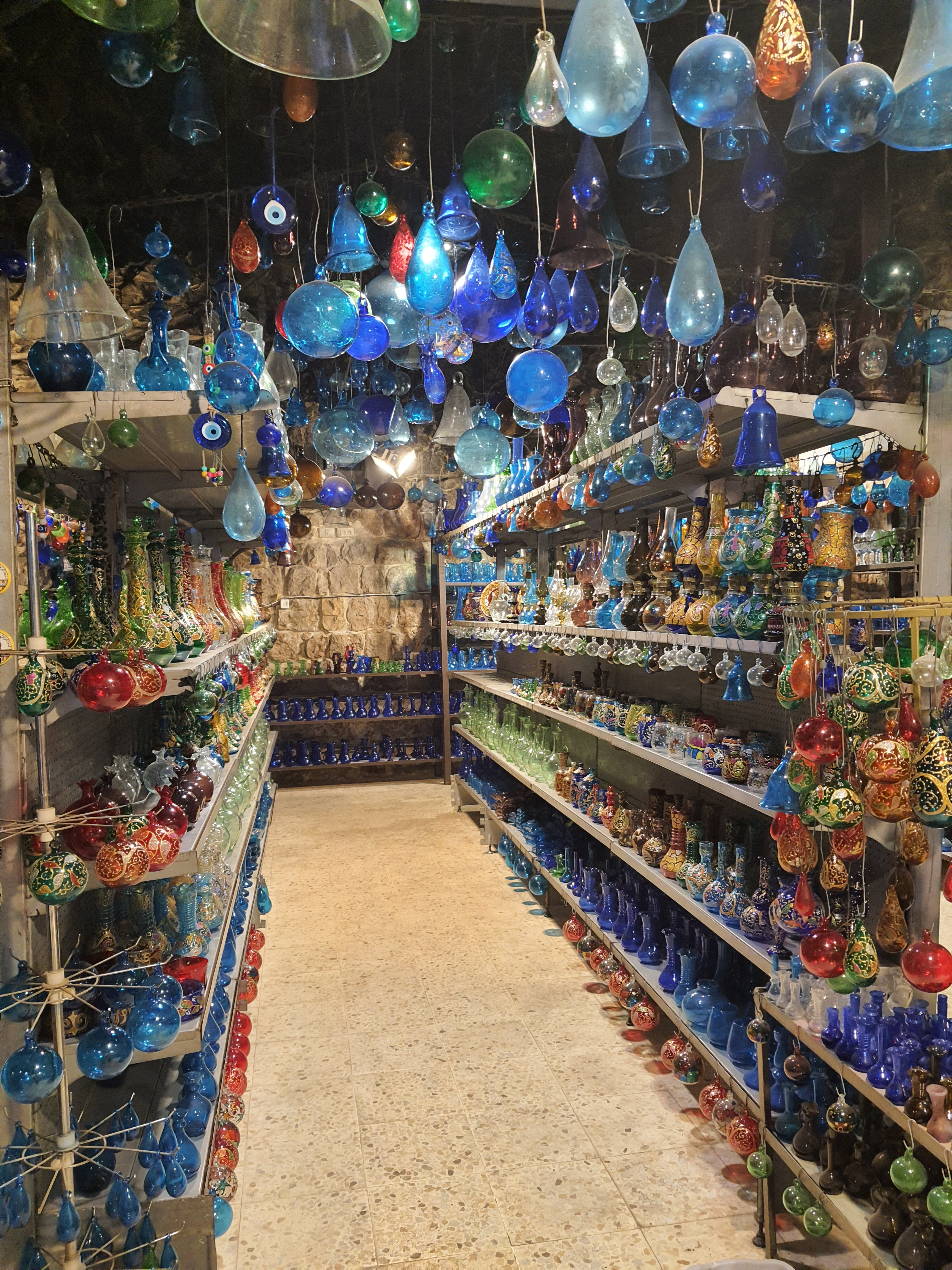
صناعة الزجاج اليدوي في مدينة الخليل، من الصناعات التقليدية القديمة التي عرفت فيها المدينة ويعود تاريخه لمئات السنين..

اشتهرت بلاد الشرق وخاصة سوريا بصناعة الزجاج، أما فلسطين بحدودها الحالية، فقد كانت جزء من سوريا الجنوبية، فمنذ القدم عمل الفينيقيون بصناعة وتجارة الزجاج. حسب الحفريات الموجودة في مدينة الخليل تدلُ على أن حرفة صناعة الزجاج بدأت في القرن الثاني عشر ميلادي وأن اليهود اكتسبوها من العرب، ولكن يُعتقد أن صناعة الزجاج ظهرت في القرن الرابع عشر ميلادي على الأقل، ويعتقد أن هذه الصناعة كغيرها أنتقلت إلى أوروبا نتيجة اطلاع الغربيين عل حضارة المسلمين وخاصة عن طريق الحروب الصليبية، وساعد أيضًا العلاقات التجارية المُمتازة التي ربطت مدينة الخليل بمصر ودمشق، وتمتعها بموقع جغرافي مُهم على الطريق الواصل مصر بدمشق، إضافة إلى أهميتها الدينية وارتباطها بمدينة القدس. مثال آخر على نوافذ الزجاج الملون المنتجة في الخليل هي تلك التي تزين قبة الصخرة المشرفة في مدينة القدس. تنوّعت استخدامات الزجاج المُصنع في كأوعية للأكل وياه الشرب، وكذلك لزيت الزيتون والمصابيح التي كانت تشتعل على البنزين، بالإضافة إلى أنها كانت تصنع المجوهرات والإكسسورات.
يعمل في صناعة الزجاج حوالي 30 عاملاً، تلقوا تدريبهم من خلال العمل في مصانع آبائهم، فإنّه يغلب على هذه الصناعة كغيرها من الصناعات التقليدية النمط العائلي.
أهم متطلبات العمل في مهنة الزجاج هو تحمل مشقة العمل أمام أفران الشي، وتوفر الروح الإبداعية والفنية التي تؤهل العامل لاكتساب مهارات التشكيل، لذا فإنّنا لا نجد الإقبال الكافي لتعلّم هذه المهنة وانتشار هذه الصناعة بالشكل الكافي، يفضل الكثيرون الانصراف نحو مهن أخرى أقل مشقة وأكثر دخلاً.
تعتمد صناعة الزجاج على المواد الخام المحلية التي غالبًا ما تكون من مخلفات الزجاج، ولذا فهي صناعة صديقة للبيئة على الرغم من أنّ أفران الشي ما زالت تستخدم زيوت الديزل والوقود الضار بالبيئة، مما يعتبر من أهم المشاكل التي لا بد من معالجتها لتطوير هذه الصناعة بالأساليب العلمية التي تواكب المتطلبات البيئية.
تتوزّع أسواق منتجات الزجاج اليدوي على الشكل التالي: 70% تسوق إلى إسرائيل، 20% تسوق في أوروبا عبر المعارض بشكل خاص، 10% تسوق في الدول العربية وبشكل أساسي في الأردن.

## نحت خشب الزيتون

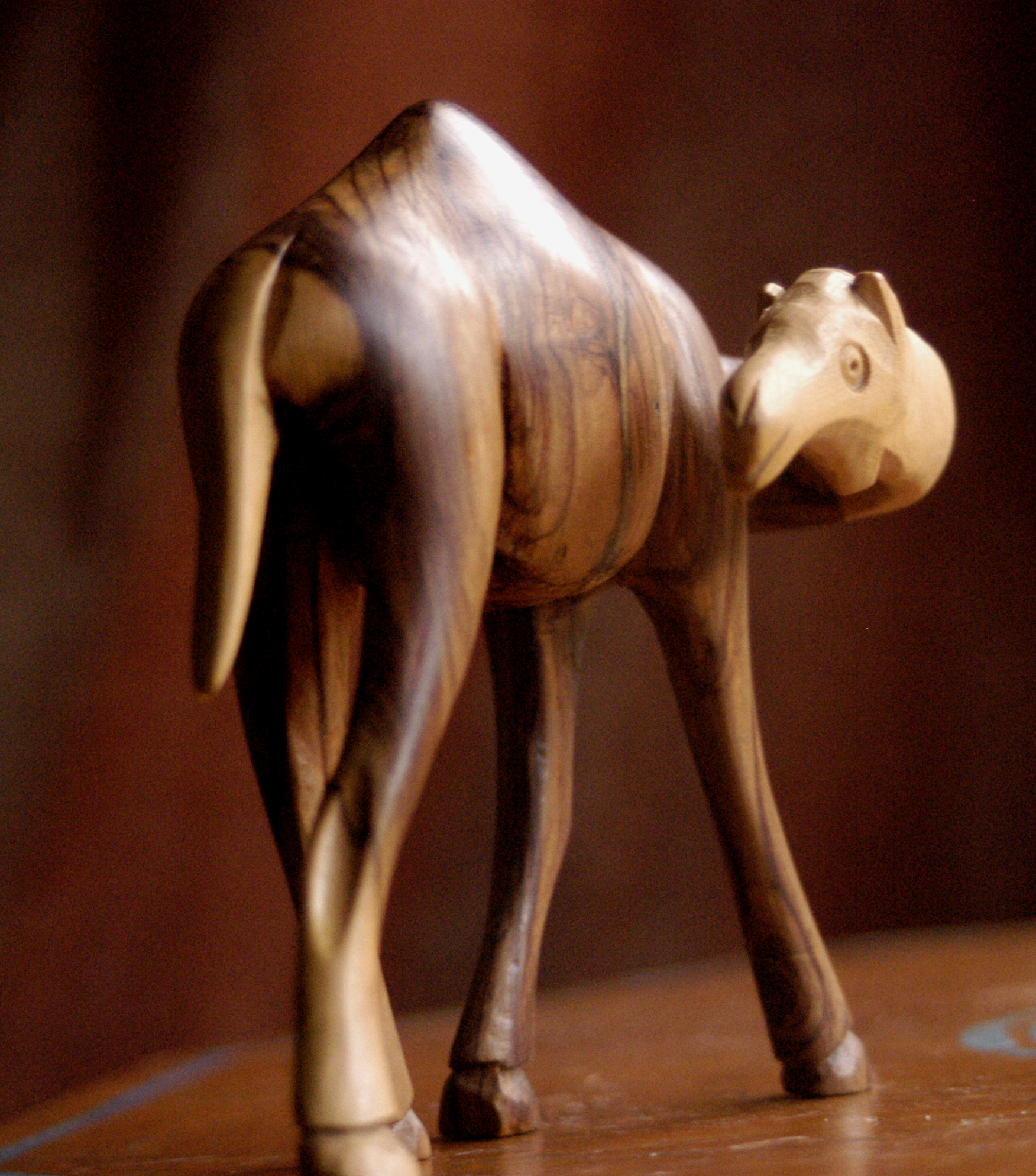
جمل من خشب الزيتون في بيت لحم.

بدأت ممارسة صناعة نحت خشب الزيتون في القرن الرابع الميلادي في ظل الحكم البيزنطي في بيت لحم، التي لا تزال المدينة الرئيسية التي تنتج هذه الحرفية، بعد بناء كنيسة المهد. علّم الرهبان الأرثوذكس اليونانيون السكان المحليين كيفية نحت خشب الزيتون. تطوّر الفن وأصبح صناعة رئيسية في بيت لحم والبلدات المجاورة لها، مثل بيت ساحور، وبيت جالا في القرنين السادس عشر والسابع عشر عندما علم الحرفيون الإيطاليون والفرنسيسكان الذين يقومون بالحج إلى المنطقة.
لا يزال هذا الفن اليوم يمثل مصدر دخل رئيسيّ لسكان بيت لحم الفلسطينيين، المسيحيين خاصة، وهو المنتج السياحي الأكثر ربحية في المدينة. تكون المنحوتات بأشكال مختلفة، فمنها: صلبان وصناديق وإطارات صور وأغلفة للكتب التاريخية والقديمة وحاملي الشموع ومسابح وزخارف عيد الميلاد بالإضافة إلى مشاهد للعائلة المقدسة. يتم توفير أغصان خشب الزيتون بواسطة بساتين الزيتون في القرى المجاورة وكذلك من نابلس وطولكرم، على الرغم من صعوبة النقل في الضفة الغربية.
وفقا لبلدية بيت لحم، على الرغم من أصولها، وكانت واحدة من أقدم الحرف اليدوية خشب الزيتون حبات مسبحة منحوتة من حفر الزيتون.
خشب الزيتون مثالية لصناعة الحرفية كونها مقاومة للتسوس وتقبلا لعدد من العلاجات تطفو على السطح. وعادة ما يتم نحت الخشب باستخدام أدوات يدوية بسيطة اليوم، ويتم القطع الخام خارج باستخدام آلات مبرمجة مع نموذج التصميم، وعلى الرغم من العمل الغرامة، مثل العمل مع هياكل الوجه، يجب أن تكون محفور باليد. يتم شراء المنحوتات خشب الزيتون إلى حد كبير من قبل السياح ومهمة لصناعة الاقتصادية في بيت لحم.
تستخدم في هذه الصناعة أخشاب شجر الزيتون الضعيفة التي لا تحمل ثمارا فهي بذلك لا تتسبب في أضرار على القطاع الزراعي، وقبل عام 1967 كانت أغلب الأخشاب تحضر من سوريا والأردن، أما بعد الاحتلال فأصبحت مناطق رام الله ونابلس هي المورد الأساسي لهذه المادة.
يبلغ عدد مشاغل الزيتون في الضفة الغربية 120 مشغلاً يعمل بها حوالي 600 عاملاً، ويتخذ العمل الطابع العائلي في 95% من منشآت هذه الصناعة، كما تقع هذه المشاغل ضمن نطاق المنازل حيث تتبع عادة لسكن مالك المنشأة، التي ورثها غالباً عن أبيه وأجداده وعلى ذلك فإن مهارات هذه الصناعة تكتسب من خلال العمل منذ الطفولة في المنشأة. تتوزع المبيعات السنوية لهذه الصناعة وفق التوزيع التالي: 60% تباع محلياً للسياح، 40% تصدر إلى الخارج خاصة إلى إيطاليا وألمانيا وأمريكا.
صناعة التماثيل والمجسمات من خشب الزيتون أو من مادة الصدف المستوردة التي غدت صعبة المنال، باتت في مواجهة حالة حصار بسبب انحسار عدد الحجاج والسائحين بفعل الاداعاءات الإسرائيلية التي تروّج عن وجود المشاكل الأمنية وجدار الفصل العنصري الذي يعزل المدن الفلسطينية عن مساحات واسعة من كروم الزيتون -عائلة جقمان فقدت بفعل الجدار ما يزيد على 60 في المئة من كروم الزيتون العائدة إليها- وترويج فكرة الأسعار الخياليّة لخشب الزيتون، ما تسبب في زيادة أسعار المنتجاته المصنعة منه وبالتالي عزوف الكثير من الزوار عن شرائها، إضافة إلى وضع الاحتلال عراقيل مختلفة لبيع المنتجات من خشب الزيتون في القدس. إلى جانب الأسباب التي ينتجها الاحتلال، أشار أصحاب مشاغل إلى ما اعتبروه تقصيرًا من المؤسسات الفلسطينية المختصة، لا سيما «الكسل» في تطوير تلك الصناعة وانعدام الرقابة وغياب قانون ينظمها وعدم الاهتمام بتشجيع وتطوير المرافق السياحيّة في بيت لحم منذ عدة سنوات.
مصادر وزارة السياحة في السلطة الوطنية الفلسطينية أشارت في دراسة أعدت عام 2004 إلى وجود نحو 107 مشاغل عاملة في خشب الزيتون في محافظة بيت لحم (كانت قبل 12 عاما نحو 270 مشغلًا) إضافة إلى وجود 67 متجرا لبيع المنتجات خشب الزيتون. وتشير إلى أن السائحين الاجانب يصرفون 90 في المئة من نفقاتهم داخل المدن الإسرائيليّة، وهو مؤشر يشرح جزءًا من المشكلات التي تعيشها صناعة خشب الزيتون في فلسطين، وهي مشكلات استدعت من الوزارة إطلاق «خطة إستراتيجية» لتطوير قطاع السياحة في بيت لحم تقوم على بناء شراكة بين القطاعين العام والخاص.

## صناعة الفخار

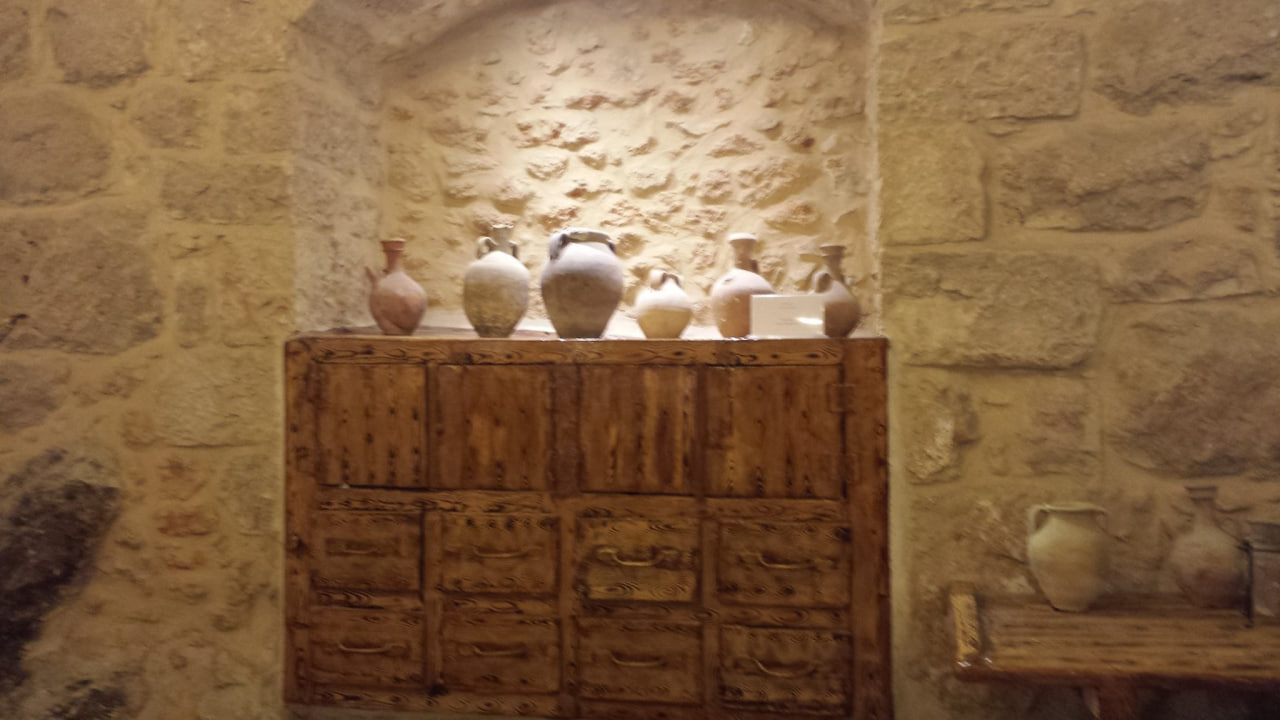
، صناعة الفخار من الصّناعات البدائيّة والأكثر قدماً بين الصّناعات التّقليديّة في فلسطين، والصّورة لمجموعة من الفخار معروضة في أحد متاحف مدينة الخليل

تعتبر صناعة الفخار من الصّناعات البدائيّة والأكثر قدمًا بين الصّناعات التّقليديّة في فلسطين. ما زالت هذه الحرفة تمارس في مختلف المناطق والقرى الفلسطينيّة. حتى وقت قريب، كانت كل منطقة متخصّصة في إنتاج أشكال معيّنة من الأواني الفخاريّة. إلّا أنّ الأمر لم يأخذ في أي حال طابع الصّناعة المتطوّرة، بل بقي يتسم بالطابع العائلي والمنزلي، باستثناء مشاغل محددة أنشئت في الخليل ويوجد إضافة لذلك 16 مشغلًا في الخليل تشغل 96 عاملًا. بيد أنّه لا زالت هذه المصانع تستعمل معدات بسيطة من الدولاب وفرن الشي الذي يعمل على حرق الحطب وزيت الديزل، مما يسبب اضرارًا بيئية. أما مجموع رأس المال المستثمر في هذا القطاع فقد بلغ نصف مليون دولار، وتعتبر إسرائيل السوق الرئيسي لمنتجات الفخار حيث يصدر إليها 70% من الإنتاج فيما يتم تصدير 20% للأسواق الأوروبية والأمريكية ويتم تصريف ال 10% الباقية في الأسواق المحليّة الفلسطينيّة.

## صناعة الصابون
يرجع تاريخ صناعة الصابون في فلسطين إلى أكثر من ألف عام. لا يعرف على وجه التحديد من هو مبتكر هذه الصناعة، وهل وجدت في نابلس أم نقلت إليها من مدينة أخرى ولكن الثابت أن هذه الصناعة وجدت لها في نابلس البيئة والظروف المناسبة التي ساعدت على تمركزها في هذه المدينة أكثر من غيرها، ولعل من أهم الأسباب التي ساعدت على ذلك وفرة زيت الزيتون في منطقة نابلس ومحيطها؛ فهو المادة الأساسية في صناعة الصابون.
في زمن الاحتلال الصليبي لفلسطين حظيت نابلس بمكانة عالية لشهرتها بصناعة أهم أنواع الصابون؛ حتى إن هذه الصناعة أصبحت حكرًا على الملك فهو المسؤول عنها ولا يسمح لأي من أصحاب المصانع بمزاولة الصنعة إلا بعقد يمنحه لهم ملك «بيت المقدس»، مقابل مورد مالي دائم من أصحاب المصانع. لم يكتف الصليبيون بذلك بل اجتهدوا في نقل الصنعة إلى أوروبا؛ فتأسست مصانع الصابون من زيت الزيتون في مرسيليا. كانت هذه المصانع تحضر الصابون بطريقة مشابهة لطريقة تحضير الصابون النابلسي. في العهد العثماني؛ انحصرت صناعة الصابون بأصحاب الثروة والسلطة؛ لأنها كانت ذات دخل مرتفع جدًا؛ فكانت صناعة متوارثة انحصرت في مجموعة من العائلات وارتبطت بأسمائها. في مطلع هذا القرن؛ تنبه المصريون والسوريون لرواج صناعة الصابون؛ فبدأوا بصناعة صابون، وأسموه «صابون نابلسي»؛ ورغم ذلك بقي الصابون النابلسي رمزًا للجودة ومحورًا للاهتمام.
في عام 1930 نكست صناعة الصابون في نابلس للأسباب الآتية:
• عدم القدرة على حماية الاسم التجاري ما شجع العديد من أصحاب المصانع التجارية على تقليد علامة الصابون.
• الضرائب الجمركية التي فرضتها الحكومة المصرية بالتعاون مع حكومة الانتداب البريطاني.
• رسوم الاستهلاك التي فرضتها الحكومة السورية على الصابون النابلسي.
• سماح سلطات الانتداب البريطاني باستيراد الصابون الأجنبي، وتشجيعها لليهود على إنشاء مصانع للصابون المصنوع من الزيوت والشحوم النباتية والحيوانية الرخيصة.
بعد عام 1967م، وسقوط ما تبقى من الأراضي الفلسطينية في قبضة الاحتلال الإسرائيلي بما فيها مدينة نابلس، سعت سلطات الاحتلال جاهدةً إلى تدمير الاقتصاد الفلسطيني، وكانت صناعة الصابون مستهدفة كغيرها من الصناعات الوطنية الفلسطينية؛ حيث بدأت المصابن تختفي تدريجيا بسبب إغراق السوق المحلية بأنواع متعددة من الصابون الأجنبي والإسرائيلي بأثمان رخيصة نسبيًا. أثناء انتفاضة الأقصى كانت المصابن هدفًا مباشرًا لصواريخ الاحتلال الإسرائيلي وقذائف مجنزراته؛ حيث جرى تدمير ثلاث منها في حي الياسمينة، ولحقت أـضرار جسيمة في بأعداد أخرى.
كان عدد المصابن حتى أواخر القرن التاسع عشر 30 مصبنة، إلا أنّ هذه المصابن أخذت تختفي تدريجيًا حتى وصل عددها في العام 1904 إلى 16 مصبنة، تراوح إنتاجها السنوي ما بين 500 – 1000 طن. عشية اندلاع الحرب العالمية الأولى ارتفع عدد مصانع الصابون في نابلس من جديد، ليصل إلى 29 مصبنة: منها 23 مصبنة كبيرة، و6 صغيرة، تنتج ما بين 2400 – 2640 طنًا من الصابون. وحسب ما ذكرته أرقام غرفة تجارة وصناعة نابلس، فإن عدد المصابن المسجلة رسميا حتى نهاية العام 2012 م 4 مصابن.  وذكرت الأرقام أن قيمة صادرات الصابون النابلسي 1736496 دولارًا. كما أشار المصدر أن أكثر الدول العربية استيرادًا للصابون النابلسي هي: الأردن، والإمارات العربية، والعراق؛ وأن بعض الدول الأجنبية تستورد الصابون النابلسي وهي: اليابان، وكوريا، والبيرو.

### المواد المستخدمة في صناعة الصابون
1- زيت زيتون بنسبة 82% تقريبًا.
2- هيدروكسيد الصوديوم بنسبة 13% تقريبًا.
3- ماء ومواد أخرى بنسبة 5% تقريبًا.
الصابون النابلسي هو نوع من الصابون القشتالي ينتج فقط في مدينة نابلس في الضفة الغربية وهو صابون يعتمد على زيت الزيتون.

## صناعة الصدف
تعود صناعة الصدف في فلسطين إلى القرن السادس عشر، شأنها في ذلك شأن صناعة خشب الزيتون، حيث أدخلتها إلى فلسطين البعثات التبشيرية الدينية وتطورت هذه الصناعة في مطلع القرن من استمرار تطور هذه الصناعة في زمن الاحتلال البريطاني إلّا أنّ الانتعاش الحقيقي تحقق في العهد الذي تولت فيه الحكومة الأردنية الإشراف على الضفة الغربية، حيث أعفت القوانين الأردنية جميع الصناعات الدينية من الضرائب فكانت تلك الفترة عهدا ذهبية لتطوير هذه الصناعة.
تسبب الاحتلال الإسرائيلي في تراجع هذه الصناعة بشكل واضح، كغيرها من الصناعات الفلسطينية، وتم فرض ضرائب ورسوم مختلفة أدت إلى ارتفاع تكاليف الإنتاج إضافة إلى تراجع الطلب المحلي على هذه المنتجات بسبب انحسار قطاع السياحة مما انعكس على قدرة استمرار العديد من المنشآت على العمل وأغلقت الكثير من المشاغل وانتقل عدد كبير منها للعمل في الأردن نظرًا لتوفير شروط وحوافز تشجيعية لمثل هذه الصناعات.
يبلغ عدد مشاغل الصدف 25 مشغلها تتوزع في منطقة بيت لحم وبيت ساحور، بينما كان يصل عددها قبل الاحتلال الإسرائيلي عام 1967 إلى 311 منشأة. ويعمل حاليًا في هذه الصناعة ما يقارب 100 عامل في حين بلغ العدد الإجمالي للعاملين عام 1987 حوالي 400 عامل. من الجدير بالذكر أنّ عملية تصنيع منتجات الصدف تحتاج إلى الكثير من الجهد والمهارات التي يتم اكتسابها عبر فترات زمنية طويلة.
يتم استيراد المادة الخام من الصدف من أستراليا، والمكسيك وإندونيسيا، وتباع المنتجات بشكل رئيسي في الأسواق السياحية المحلية إضافة إلى تصدير قسم لا بأس به إلى الأسواق العربية الخليجية وكذلك دول أوروبا.

## صناعة القش
تُعتبر منطقة وسط الضّفة الغربيّة الموقع الأساسي الذّي ترتكز فيه صناعة القشّيات في فلسطين. القشيّات هي صناعة يتوارثها الأبناء عن الآباء وتستخدم هذه الصناعة مادّة خامٍ محلّيةٍ تعتمد على جذوع النّخيل في منطقة الأغوار. يُصنع من القشّ أشكال مختلفةٌ. وتُعتبر منتوجات هذه الحرفة ضمن الإستخدامات المنزليّة العصرية (الصّواني والسّلال). تقوم على هذه الحرفة في الأساس نساء في المنازل، تساعدهن على التّسويق جمعيات مختلفة محلّية. تجتذب هذه الصناعة الكثير من السياح الداخليين والسياح الخارجيين لما تمنحهم من مناظر جميلة توضع في بيوتهم على أنّها زخارف ولوحات فنية ودليل على الحضارة الفلسطينية.

## صناعة الخيزران
تعود نشأة الخيزران إلى بلاد الصين وبلاد شرق آسيا، وقد ازدهرت هذه الحرفة في فلسطين فترة الانتداب البريطاني وما زالت حتى اليوم. تتركز صناعة الخيزران في فلسطين في مدينة غزة. وهي مهنة عائلية يتم توارثها بين الأجيال، وليس هناك معاهد متخصصة تقوم بتعليمها. هذان العاملان يهددان استمرار صناعة الخيزران، نظرًا لعدم اهتمام الأبناء بها، وعدم وجود مؤسسات مهتمة بتعليم هذه المهنة.
تعبر صناعة الخيزران عن أصالة التاريخ الفلسطيني، إذ يعود عمرها إلى أكثر من 100 عام، وقد استطاع الحرفي الفلسطيني أن يثبت فنه ومهارته بتحويل تلك المواد الأولية البسيطة إلى تحف فنية شديدة الإتقان. يبلغ عدد المصانع 12 مصنعًا إضافة إلى مصنع واحد يقع في بيت جالا في الضفة الغربية. تستورد المادة الخام لهذه الصناعة عبر موردين إسرائيليين من الشرق الأقصى، مما يرفع من تكاليف الإنتاج.